# Mesopsis cylindricus
Mesopsis cylindricus är en insektsart som först beskrevs av Kirby, W.F. 1914.  Mesopsis cylindricus ingår i släktet Mesopsis och familjen gräshoppor. Inga underarter finns listade i Catalogue of Life.